# 7095 Lamettrie
7095 Lamettrie (1992 SB22) là một tiểu hành tinh vành đai chính được phát hiện ngày 22 tháng 9 năm 1992 bởi E. W. Elst ở La Silla.